# Nikias Arndt

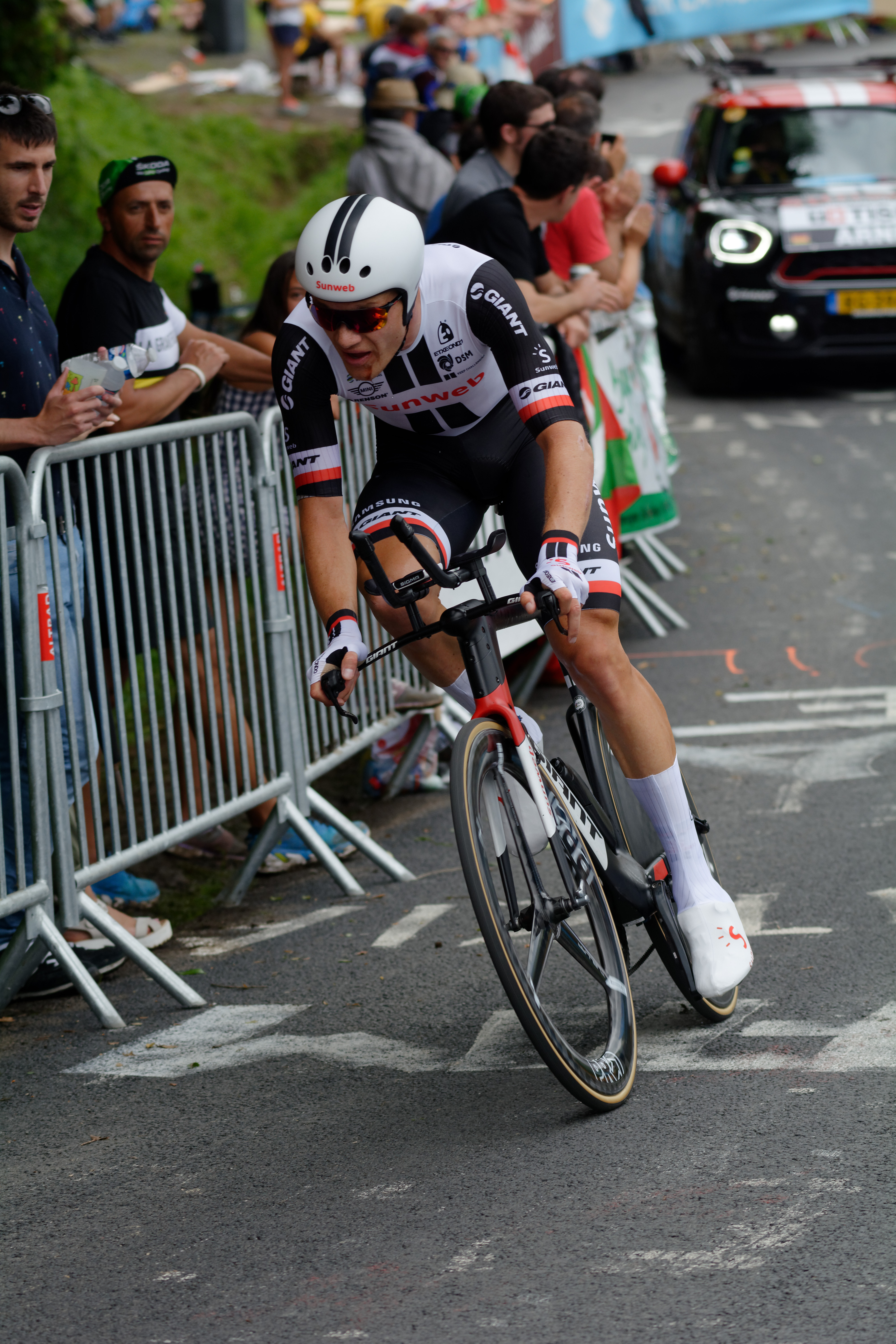
Arndt bei der Tour de France 2018

Nikias Arndt (* 18. November 1991 in Buchholz in der Nordheide) ist ein deutscher Radrennfahrer. Er ist der Sieger des Cadel Evans Great Ocean Road Race 2017 sowie je einer Etappe des Giro d’Italia 2016 und der Vuelta a España 2019.

## Sportliche Laufbahn
Arndt war in den Nachwuchsklassen vornehmlich im Bahnradsport erfolgreich. Er wurde 2006 deutscher Jugendmeister im Punktefahren und 2007 in der Einerverfolgung. Außerdem gewann er auf der Straße 2007 bei der Europäischen Jugendolympiade in Belgrad die Silbermedaille beim Kriterium.
In der Juniorenklasse konnte Arndt 2008 die Gesamtwertung des „Cup of Grudziadz Town President“ in Polen für sich entscheiden. Im Jahr darauf gewann er zwei Teilstücke bei der Junioren-Friedensfahrt, jeweils eine Etappe bei den „Driedaagse van Axel“, sowie bei der Niedersachsen-Rundfahrt. Bei der Junioren-Weltmeisterschaft in Moskau wurde er Vierter im Einzelzeitfahren, und auf der Bahn gewann er die Bronzemedaille im Omnium und in der Mannschaftsverfolgung. 2011 entschied Arndt die Gesamtwertung der Rad-Bundesliga für sich.
Zwischen 2010 und 2012 fuhr Arndt für das deutsche LKT Team Brandenburg und gewann in dieser Zeit unter anderem vier Etappen der Thüringen-Rundfahrt und als Fahrer der deutschen Nationalmannschaft eine Etappe der Tour de l’Avenir. 2011 wurde er deutscher Meister in der Einer- und Mannschaftsverfolgung der Elite.
Zur Saison 2013 wechselte zum niederländischen UCI ProTeam Argos-Shimano, für welches im Massensprint der dritten Etappe des Arctic Race of Norway seinen ersten bedeutenden internationalen Erfolg auf der Straße erzielen konnte. Im August und September 2013 fuhr er seine erste Grand Tour, die Vuelta a España, bei der er auf der 21. Etappe in Madrid im Massensprint Dritter wurde. 2014 und 2015 wurde Arndt bei den Deutschen Straßenmeisterschaften jeweils Zweiter im Zeitfahren und 2015 außerdem im Straßenrennen.
Sein bis dahin größter Erfolg gelang ihm beim Giro d’Italia 2016 als Sprintsieger der Abschlussetappe nach der Distanzierung von Giacomo Nizzolo, der Sacha Modolo behindert hatte. Ebenfalls im Sprint gewann er 2017 das Cadel Evans Great Ocean Road Race und damit sein erstes Eintagesrennen der UCI WorldTour, bei dem er sich in einem 23-köpfigen Vorderfeld durchsetzen konnte.
2017 startete Nikias Arndt erstmals bei einer Tour de France. Auf der 19. Etappe belegte er Rang zwei hinter Edvald Boasson Hagen, nachdem sich die beiden Fahrer zuvor aus einer 20-köpfigen Ausreißergruppe gelöst hatten. Bei der Tour de France 2018 startete er als Road Captain für sein Team Sunweb mit der Aufgabe, die Taktik der sportlichen Leitung im Rennen umzusetzen. 2019 gewann er im Sprint einer Ausreißergruppe die achte Etappe der Vuelta a España. Bei der Polen-Rundfahrt 2021 gewann er im Bergaufsprint des Feldes die fünfte Etappe. Im selben Jahr wurde er gemeinsam mit Tony Martin, Max Walscheid, Lisa Brennauer, Lisa Klein und Mieke Kröger Weltmeister in der Mixed-Staffel. 2022 wurde er deutscher Vize-Meister im Straßenrennen.

## Erfolge

### Straße
2010
- eine Etappe Cinturón Ciclista a Mallorca
- eine Etappe Thüringen-Rundfahrt
- Gesamtwertung und eine Etappe Tour of Alanya

2011
- eine Etappe Thüringen-Rundfahrt
- eine Etappe Tour de l’Avenir
- Gesamtwertung Rad-Bundesliga

2012
- eine Etappe Istrian Spring Trophy
- Gesamtwertung und zwei Etappen Tour de Berlin
- eine Etappe Thüringen-Rundfahrt

2013
- eine Etappe und Nachwuchswertung Arctic Race of Norway

2014
- eine Etappe Critérium du Dauphiné
- Deutsche Meisterschaften – Einzelzeitfahren

2015
- Deutsche Meisterschaften – Einzelzeitfahren
- Deutsche Meisterschaften – Straßenrennen
- eine Etappe Tour of Alberta

2016
- eine Etappe Giro d’Italia

2017
- Cadel Evans Great Ocean Road Race

2019
- eine Etappe Vuelta a España

2021
- eine Etappe Polen-Rundfahrt
- Weltmeister – Mixed-Staffel

### Bahn
2009
- Deutscher Meister – Einerverfolgung (Junioren)
- Deutscher Meister – Mannschaftsverfolgung (Junioren) mit Tobias Barkschat, Michel Koch und Lars Telschow
- Weltmeisterschaft – Mannschaftsverfolgung (Junioren) mit Lucas Liß, Christopher Muche und Kersten Thiele
- Weltmeisterschaft – Omnium (Junioren)

2011
- Deutscher Meister – Einerverfolgung
- Deutscher Meister – Mannschaftsverfolgung (mit Henning Bommel, Stefan Schäfer und Franz Schiewer)

## Wichtige Platzierungen
| Grand Tour            | 2013 | 2014 | 2015 | 2016 | 2017 | 2018 | 2019 | 2020 | 2021 | 2022 | 2023 | 2024 |
| --------------------- | ---- | ---- | ---- | ---- | ---- | ---- | ---- | ---- | ---- | ---- | ---- | ---- |
| Giro d’ItaliaGiro     | –    | –    | 148  | 87   | –    | –    | –    | –    | 62   | –    | –    | –    |
| Tour de FranceTour    | –    | –    | –    | –    | 84   | 67   | 116  | 126  | –    | –    | 121  | 111  |
| Vuelta a EspañaVuelta | 136  | 102  | –    | 159  | –    | –    | 69   | –    | –    | DNF  | –    | –    |

| Weltmeisterschaft        | 2013 | 2014 | 2015 | 2016 | 2017 | 2018 | 2019 | 2020 | 2021 | 2022 | 2023 | 2024 |
| ------------------------ | ---- | ---- | ---- | ---- | ---- | ---- | ---- | ---- | ---- | ---- | ---- | ---- |
| StraßenrennenStraße      | –    | –    | –    | –    | 40   | –    | DNF  | DNS  | 67   | 52   | –    |      |
| EinzelzeitfahrenEZF      | –    | 22   | 52   | –    | 19   | –    | –    | –    | –    | 16   | –    |      |
| MannschaftszeitfahrenMZF | –    | 8    | 5    | –    | –    | –    | –    | –    | 1    | 4    | –    |      |

| Monument                 | 2013 | 2014 | 2015 | 2016 | 2017 | 2018 | 2019 | 2020 | 2021 | 2022 | 2023 | 2024 |
| ------------------------ | ---- | ---- | ---- | ---- | ---- | ---- | ---- | ---- | ---- | ---- | ---- | ---- |
| Mailand–Sanremo          | –    | –    | –    | DNF  | 89   | DNF  | –    | 56   | –    | –    | 18   | 46   |
| Flandern-Rundfahrt       | 80   | DNF  | 82   | DNF  | 28   | DNF  | DNF  | 39   | DNF  | DNF  | DNF  | –    |
| Paris–Roubaix            | –    | 100  | 125  | 29   | 71   | –    | 44   | –    | –    | 51   | –    | –    |
| Lüttich–Bastogne–Lüttich | –    | –    | –    | –    | –    | –    | –    | –    | 89   | –    | –    | –    |
| Lombardei-Rundfahrt      | –    | –    | –    | –    | –    | –    | –    | –    | –    | –    | –    |      |